# Colombar à gros bec
Treron curvirostra
Espèce
Statut de conservation UICN

 LC  : Préoccupation mineure
Le Colombar à gros bec (Treron curvirostra) est une espèce d'oiseau de la famille des Columbidae.

## Description
Le colombar à gros bec mesure près de 27 cm de long.

## Habitat

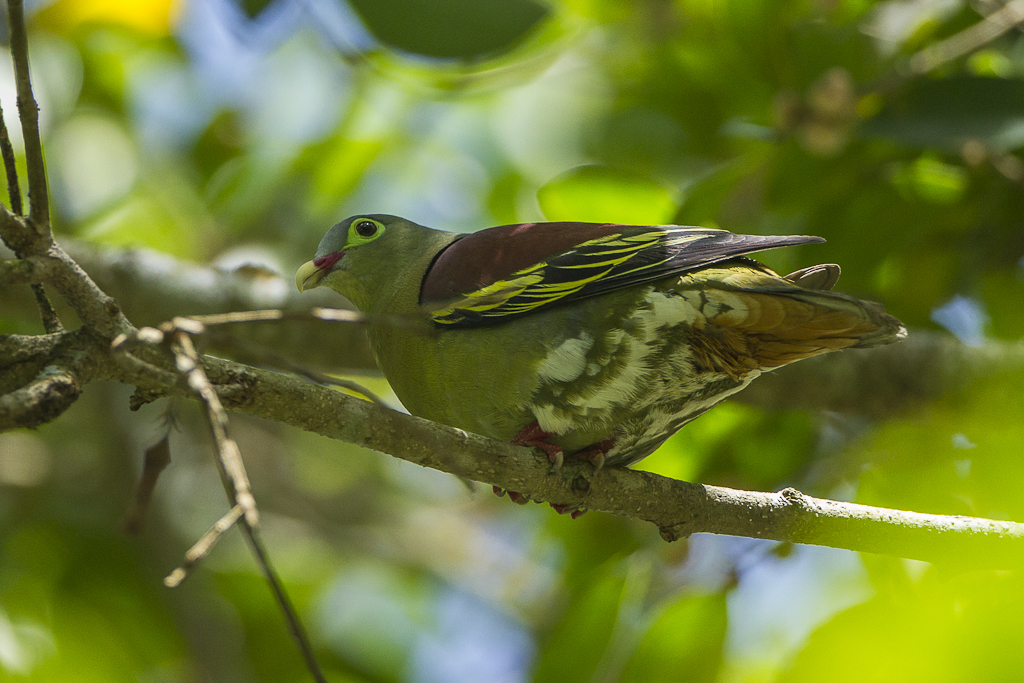
Colombar à gros bec, parc national de Khao Yai, Thaïlande

Il habite les forêts de plaines humides subtropicales ou tropicales et les mangroves.

## Répartition et sous-espèces

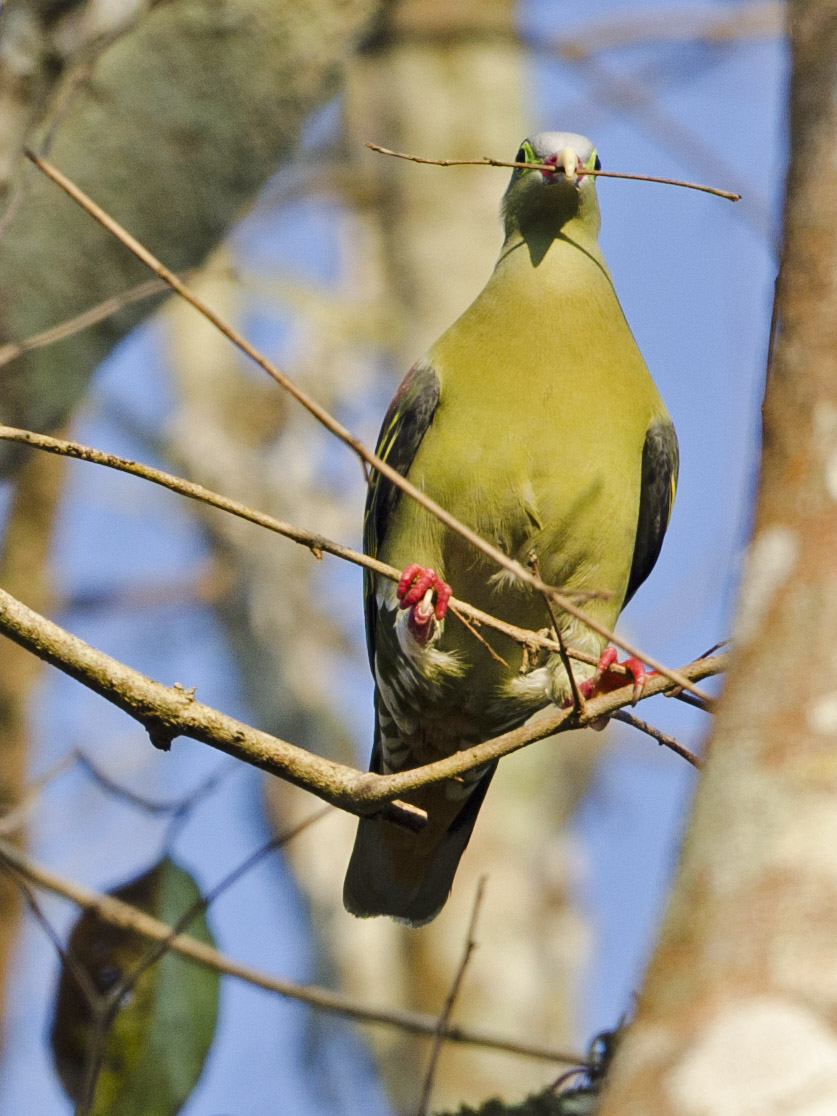
Colombar à gros bec, parc national de Kaeng Krachan, Thaïlande

Selon la classification de référence du Congrès ornithologique international (15.1, 2025) il se répartit en sept sous-espèces :
- T. c. nipalensis (Hodgson) 1836 — du Népal au sud de l'Indochine ;
- T. c. hainanus Hartert & Goodson, 1918 — Hainan ;
- T. c. curvirostra (Gmelin, 1789) — péninsule Malaise, Sumatra, Bornéo, Philippines (Mindoro et Palawan) ;
- T. c. haliplous Oberholser, 1912 — Simeulue ;
- T. c. pegus Oberholser, 1912 — Nias ;
- T. c. smicrus Oberholser, 1912 — Sipura, Siberut et îles Batu ;
- T. c. hypothapsinus Oberholser, 1912 — Enggano.